# Stepan Petrovič Krašeninnikov
Stepan Petrovič Krašeninnikov, in russo Степан Петрович Крашенинников? (31 ottobre o 11 novembre 1711 – San Pietroburgo, 25 febbraio o 8 marzo 1755), è stato un esploratore, geografo, naturalista ed etnografo russo, che ha stilato la prima descrizione completa della Kamčatka.

## Biografia
Dopo aver frequentato l'Accademia slavo-greco-latina (suo compagno di studi era M. V. Lomonosov), ha completato gli studi di storia naturale e botanica all'Accademia delle Scienze di San Pietroburgo. Ha partecipato alla Seconda spedizione in Kamčatka, detta anche Grande spedizione del Nord (1731-42), di Vitus Bering. Krašeninnikov, ancora studente, ha fatto parte del gruppo accademico della spedizione, guidato dal naturalista e botanico J. G. Gmelin, mentre il professor Gerhard Friedrich Müller guidava il gruppo di studi etnografici e storici. Krašeninnikov ha accompagnato Gmelin nel suo viaggio di tre anni nella Siberia occidentale (1733-1736) attraverso gli Urali, diretti a Enisejsk. Teneva il diario di viaggio su cui annotava informazioni su botanica, etnografia, zoologia, storia e geografia della Siberia, e sulle lingue evenca e buriata.
Nel 1737, dal quartier generale di Bering a Jakutsk, Gmelin e Müller hanno inviato Krašeninnikov a Ochotsk e alla Kamčatka per fare rilevamenti preliminari e per quattro anni egli ha svolto le sue ricerche in condizioni molto difficili. Avrebbe poi pubblicato le sue osservazioni nel 1755 (Описание земли Камчатки, Opisanie zemli Kamčatki). Krašeninnikov ha anche attinto dai manoscritti del defunto Georg Wilhelm Steller (incontrato in Kamčatka nel 1740); ha fatto dei resoconti dettagliati delle piante e degli animali della regione, e stilato rapporti sulla lingua e la cultura dei gruppi etnici degli Itelmeni e dei Coriachi.
Krašeninnikov aveva trascorso dieci anni nella spedizione in Kamchatka. Era ritornato a San Pietroburgo nel 1742, aveva ottenuto il dottorato in ittiologia nel 1745, ed era stato nominato membro dell'Accademia russa delle Scienze. Nel 1752, è andato per la sua ultima spedizione nell'area del lago Ladoga e Velikij Novgorod per ricerche sulla flora. È morto prima di poter pubblicare le sue osservazioni, che sono state pubblicate nel 1761 da David de Gorter.

## Luoghi e specie che portano il suo nome

### Geografia
- Isola di Krašeninnikov (остров Крашенинникова), nella parte settentrionale della baia dell'Avača (Авачинская бухта), sulla costa orientale della penisola di Kamčatka 53°13′06″N 159°32′39″E.
- Baia Krašeninnikov (бухта Крашенинникова), nella più grande baia dell'Avača, di fronte alla città di Petropavlovsk-Kamčatskij.
- Penisola Krašeninnikov (полуостров Крашенинникова) 52°55′32″N 158°30′20″E, che racchiude la baia omonima nella baia dell'Avača.
- Vulcano Krašeninnikov (вулкан Крашенинников)[6][7], a sud del lago Kronockoe, nella penisola della Kamčatka 54°35′36″N 160°16′24″E.
- Golfo Krašeninnikov (бухта Крашенинникова), sulla costa occidentale dell'isola Paramušir, 50°18′00″N 155°20′00″E (Isole Curili).
- Fiume Krašeninnikov (река Крашенинникова), sfocia nel golfo omonimo 50°16′53″N 155°20′25″E, a est del vulcano Fuss, sull'isola Paramušir.
- Capo Krašeninnikov (мыс Крашенинникова), la punta meridionale dell'isola Karaginskij.
- Penisola e capo Krašeninnikov (полуостров и мыс Крашенинникова) 74°07′08″N 58°32′16″E, sulla costa orientale dell'isola Severnyj (Novaja Zemlja).
- Monte Krašeninnikov, in Antartide.
- 14069 Krasheninnikov, l'asteroide scoperto nel 1996 da E. W. Elst[8].

### Piante
Genere:
- Krascheninnikovia[9] (della famiglia delle Amaranthaceae), dedicatogli dal naturalista Johann Anton Güldenstädt. Cui appartengono diverse specie, tra cui la Krascheninnikovia lanata[10][11][12] e la Krascheninnikovia ceratoides[13].

Specie:
- Carex krascheninnikovii Komarov da Hultén, del Genere Carex (sinonimo della Carex atrofusca).
- Artemisia krascheninnikoviana Besser (famiglia delle Asteraceae).
- Senecio krascheninnikovii Schischk (Genere Senecio).
- Rubia krascheninnikovii Pojark (Rubiaceae).
- Lepidolopha krascheninnikovii Czil. da Kovalevsk. & N.A.Safralieva[14] (della tribù Anthemideae, Genere Lepidolopha).
- Rhammatophyllum krascheninnikovii A.N.Vassiljeva[15] (Brassicaceae).
- Acanthophyllum krascheninnikovii Schischk (Caryophyllaceae).
- Elymus krascheninnikovii Roshev, sinonimo dell'Elymus sibiricus[16] (Poaceae).
- Polygonum krascheninnikovii (N.A.Ivanova) Czerep. (Polygonaceae).

L'abbreviazione S.Krasch è usata per indicare Stepan Krašeninnikov come autorità nella descrizione e nella classificazione botanica.

### Animali
- Salvelinus malma krascheninnikova, della famiglia Salmonidae.
- Vespertilio krascheninnikovi (sinonimo del Vespertilio murinus), un pipistrello della famiglia dei Vespertilionidi.